# كاثرين ميلهاوس
كاثرين ميلهاوس (بالإنجليزية: Katherine Milhous)‏ (و. 1894 – 1977 م) هي كاتبة من الولايات المتحدة الأمريكية ولدت في فيلادلفيا، بنسيلفانيا.